# Erich Fueß
Erich Fueß (* 6. Januar 1880 in Woltersdorf; † nach 1933) war ein deutscher Landwirt und Politiker (DNVP).

## Leben
Fueß besuchte die Realschule und die Landwirtschaftsschule in Dahme. Danach war er landwirtschaftlicher Beamter und seit 1902 selbstständiger Landwirt in Woszellen (Kreis Lyck). Er war Postagent und Bezirkskommissar der Feuersozietät für die Provinz Ostpreußen.
Fueß war Gemeindevorsteher und Mitglied des Kreisausschusses im Kreis Lyck. Daneben war er Amtsvorsteher und Kreisführer des Landwirtschaftsverbandes. 1929 wurde er für den Kreis Lyck und die DNVP in den Provinziallandtag der Provinz Ostpreußen gewählt, dem er bis 1933 (später für die AG) angehörte. Er war von Januar 1930 bis April 1933 Mitglied im Preußischen Staatsrat.